# Шарф, Шломо
Шломо Шарф (ивр. שלמה שרף‎; род. 1 января 1943, Бийск, Алтайский край) — израильский футболист и футбольный тренер, известный по работе с рядом израильских клубов. Наставник «Маккаби» из Хайфы в 1983—1987 и 1990—1992 годах, с ним выиграл три чемпионата Израиля. Наставник сборной Израиля в 1992—1999 годах, под его руководством израильтяне вышли в стыковые матчи отборочного турнира чемпионата Европы 2000 года, проиграв по сумме двух встреч Дании. В настоящее время работает журналистом, комментирует матчи на Sport 5.

## Биография

### Ранние годы. Игровая карьера
Семья Шарфа родом из польского города Билгорай; во время Второй мировой войны их вывезли в Алтай, где Шломо и появился на свет. В 1949 году семья покинула СССР и перебралась в Израиль, поселившись сначала в лагере репатриантов в Пардес-Хана-Каркур, а затем переехав в Кфар-Сава. С 1961 по 1973 год Шарф играл за местный футбольный клуб «Хапоэль», а с 1974 года занялся тренерской работой.

### Тренерская карьера
В 1974 году Шарф был назначен главным тренером «Хапоэля» из Кфар-Саба, с которым выиграл Кубок Израиля в 1975 году. Позже тренировал два года «Хапоэль» из Йегуды, затем вернулся в Кфар-Саба и выиграл второй в своей карьере Кубок Израиля в 1980 году. Позже тренировал команду «Бней Йегуда» из Тель-Авива, выиграв Кубок Израиля в 1981 году. Наиболее известен Шарф по работе с клубом «Маккаби» из Хайфы, который ранее был непритязательным и заурядным. Поставив привлекательный атакующий стиль команде, Шарф выиграл с ней три чемпионата Израиля: в сезонах 1983/1984 и 1984/1985. Ключевыми игроками команды того времени были Ронни Розенталь и Захи Армели. В сезоне 1990/1991 Шарф, вернувшийся после перерыва в «Маккаби», оформил «золотой дубль», выиграв чемпионат и Кубок: в той команде блистали Эяль Беркович, который нашёл общий язык с Шарфом и которого тот ценил; Рувен Атар и Таль Банин. В 1992 году некоторое время возглавлял молодёжную сборную Израиля.
С 1992 по 1999 год Шломо Шарф был главным тренером национальной сборной Израиля. Команда стала прогрессировать при нём, хотя её высшим достижением осталось только попадание в стыковые матчи отборочного турнира к чемпионату Европы 2000 года. Апофеозом работы Шарфа стал матч 13 октября 1993 года на парижском стадионе «Парк де Пренс» против Франции, который завершился победой израильтян со счётом 2:3. Победа Израиля во многом обеспечила непопадание французов на чемпионат мира 1994 года: 17 ноября того же года французы проиграли своему прямому конкуренту в лице Болгарии со счётом 1:2 и отдали болгарам путёвку на чемпионат мира. В 1999 году сборная Израиля разнесла сборную Австрии со счётом 5:0, выйдя в стыковые матчи отборочного турнира чемпионата Европы 2000 года, однако в стыковых матчах проиграла датчанам 0:3 и 0:5 соответственно. Позже выяснилось, что перед первым стыковым матчем несколько игроков провели ночь в отеле с проститутками, и многие поспешили назвать подобные действия причиной разгромного поражения. Сол Эйзенберг в книге «Содом и Гоморра» прямо обвинил Шарфа в том, что тот вызвал девушек-эскортниц специально для игроков.
В сезоне 2000/2001 Шарф был назначен тренером тель-авивского «Маккаби», однако после двух матчей был уволен из команды, поскольку разругался с одним из игроков, Ави Нимни. Аналогично он попытался продолжить работу в «Хапоэле» из Беэр-Шева, однако уже после первого матча из-за разногласий с руководством клуба ушёл в отставку. В 2002 году он завершил карьеру, хотя ещё в 2003 году Федерация футбола Грузии всерьёз рассматривала его кандидатуру на должность главного тренера сборной

### Комментаторская карьера
После завершения карьеры тренера Шарф занялся работой журналиста, комментируя матчи на радио и телевидении. Также он является основателем одной из частных футбольных школ в Нетании, где, по его словам, занимается до 50 мальчишек. Шарф работает спортивным комментатором телеканала Sport 5, ведёт колонку в газете «Исраэль хайом». В 2006 году как представитель газеты «Едиот Ахронот» был аккредитован для освещения событий чемпионата мира в Германии.
Шарф подвергался критике за свою колкость, язвительность и даже откровенные оскорбления: он был одним из ярых противников пребывания Аврама Гранта на посту тренера израильской сборной, назвав его саркастически «покорителем островов» за то, что команда при нём выиграла только у Кипра и Фарерских островов в отборочном турнире чемпионата мира 2006 года, часто играя от обороны. Одним из ярких эпизодов противостояния Грант — Шарф стало возмущение последнего тем, что Грант выгнал из сборной Эяла Берковича. Критике подвергались бывший владелец тель-авивского «Маккаби» Лонни Херцикович, тренер Эли Охана, тренер Ицхак Шум, футболист Шломи Арбайтман и многие другие, хотя со многими позже Шарф помирился. Одно из резонансных заявлений прозвучало в адрес нигерийца Ибезито Огбонна, которого Шарф однажды предложил «посадить в клетку и выдворить обратно в Нигерию» (этому предшествовала перепалка на поле между Шарфом и Огбонна).
Среди объектов критики Шарфа были и иностранные команды. В 2006 году перед полуфиналом чемпионата мира между Италией и Германией Шарф, обсуждая грянувший в Италии скандал с договорными матчами, назвал «идиотами» сотрудников итальянской прокуратуры, которые решили перед началом полуфинала с участием итальянской сборной официально потребовать дисквалификации ряда итальянских клубов. В 2007 году Шарф отметился критикой в адрес сборной России, проигравшей Израилю со счётом 1:2 в рамках отбора на чемпионат Европы 2008 года, заявив, что с такой игрой российской команде лучше вообще «сидеть дома» (фраза прозвучала ещё до игры Англия — Хорватия в Лондоне, выведшей всё-таки россиян на Евро).
1 ноября 2020 года был отстранён от комментаторской деятельности за расистские высказывания, прозвучавшие в адрес панамского игрока клуба «Маккаби» из Петах-Тиквы Абдиэля Арройо. Шломо, комментируя промах Арройо по воротам, заявил буквально следующее: «Пусть этот паренёк отправляется есть бананы в свою республику, а не будет здесь в футбол играть». Официальные представители клуба пригрозили специалисту судом, а сам Шарф принёс извинения, заявив, что не хотел никого оскорбить высказыванием.

### Вне футбола
Шарф — вдовец, у него есть трое детей. Проживает в посёлке Ган-Хаим: в 2007 году его дом ограбили, вынеся огромное количество ценных предметов (в том числе два плазменных телевизора и драгоценности). В 2015 году он участвовал в израильской версии реалити-шоу «МастерШеф».
Внучка Шломо Шарфа, Май Наим, была убита во время резни на музыкальном фестивале в Реиме 7 октября 2023 года.

## Достижения

### Игрок
- Чемпион Второго дивизиона (Лиги Алеф): 1966/1968[англ.]
- Серебряный призёр Второго дивизиона (Лиги Алеф): 1965/1966[англ.]

### Тренер
- Чемпион Израиля: 1983/1984, 1984/1985, 1990/1991
- Серебряный призёр чемпионата Израиля: 1980/1981, 1985/1986
- Обладатель Кубка Израиля: 1975, 1980, 1981, 1991
- Финалист Кубка Израиля: 1985, 1987
- Обладатель Суперкубка Израиля: 1985
- Обладатель Кубка Интертото: 1985